# Ludwig Moroder
Ludwig Moroder "Lenert", également connu sous les noms Ludwig Moroder dl Meune et Lodovico Moroder (né le 7 novembre 1879 à Ortisei et mort le 10 août 1953 dans la même commune), est un sculpteur et enseignant italien.

## Biographie
Moroder naît à Ortisei, qui est à l'époque une destination touristique célèbre à Val Gardena. Sa famille possède une certaine renommée dans la petite ville car ses membres étaient nommés sacristains à vie dans l'église locale. Son père sculpte des croix en bois, mais il meurt avant de pouvoir transmettre le savoir-faire à son fils. Ludwig apprend à sculpter le bois après de Franz Haider, Josef Moroder-Lusenberg et Franz Tavella. Il travaille dans l'atelier de la famille Moroder ainsi que dans la maison de Lenert à Ortisei. Il est promu au poste de directeur technique dans l'atelier des frères Moroder à Offenburg dans le Bade-Wurtemberg, en Allemagne.
Entre 1900 et 1914, Moroder sculpte plusieurs autels demandés par les églises à l'atelier des Frères Moroder. Ces autels se caractérisent par des statues de style néo-gothique.
Selon sa fille, Ludwig Moroder participe à la réalisation de la sculpture d'Élisabeth de Hongrie attribuée à Rudolf Moroder, qui est aujourd'hui exposée dans l'église paroissiale d'Ortisei. Cette sculpture particulière est récompensée d'une médaille d'or à l'exposition universelle de Paris en 1900.
En 1911, Ludwig Moroder épouse Adele Moroder, parente avec Franz Moroder, propriétaire de l'atelier des frères Moroder. Le couple a cinq enfants : Alessandro en 1913, Maria en 1914, Carlo en 1917, Pauli en 1919 et Alex en 1923. Deux de ses enfants, Carlo et Pauli, deviennent sculpteurs sur bois.
En 1918, Ludwig Moroder est chargé par le gouvernement de Vienne de consacrer sa vie à l'enseignement du dessin, de la sculpture et du modelage à l'école d'art d'Ortisei où il a enseigné pendant 27 ans. En 1920, il fonde le cercle artistique des artisans d'Ortisei.
Entre 1924 et 1927, sous l'influence du directeur de l'école Guido Balsamo Stella et de  ses nombreux voyages dans les villes d'art italiennes, le style de Moroder connaît une évolution significative, devenant plus raffiné et contemporain.
Le 24 avril 1935, il reçoit le titre de Cavaliere dell'Ordine della Corona d'Italia (chevalier de l'ordre italien de la couronne) par le roi Victor Emmanuel III d'Italie. En 1940, il expose à la VII Triennale di Milano une statue colossale de la Sainte Vierge qu'il sculpte avec Rudolf Vallazza.
Lors de l'occupation nazie du Haut-Adige en 1943, son droit d'enseigner l'art est révoqué. Il choisit de rester en Italie malgré le danger. Il recommence à enseigner en 1945 mais décide de prendre sa retraite en 1949.

## Principaux travaux
Certaines de ses œuvres les plus célèbres sont conservées dans l'église paroissiale d'Ortisei : Saint Ulrico, la statue du sacré cœur de Jésus, Saint Paul, la crucifixion du Christ ainsi que Saint Antoine de Padoue sont parmi les plus renommées. Quant à elle, la Pietà est conservée dans la chapelle des morts à Ortisei.

## Images

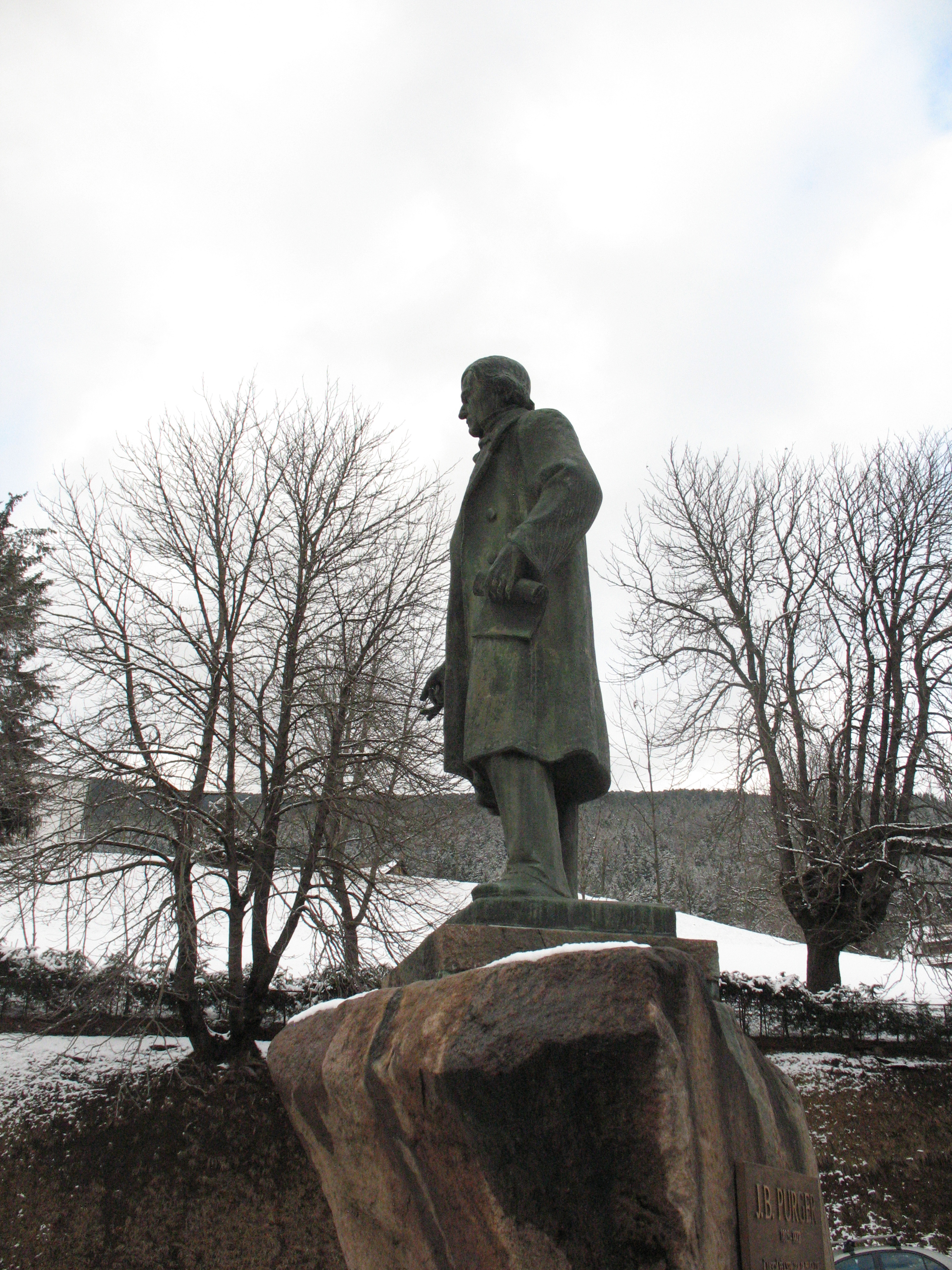
statue dédiée à JB Purger
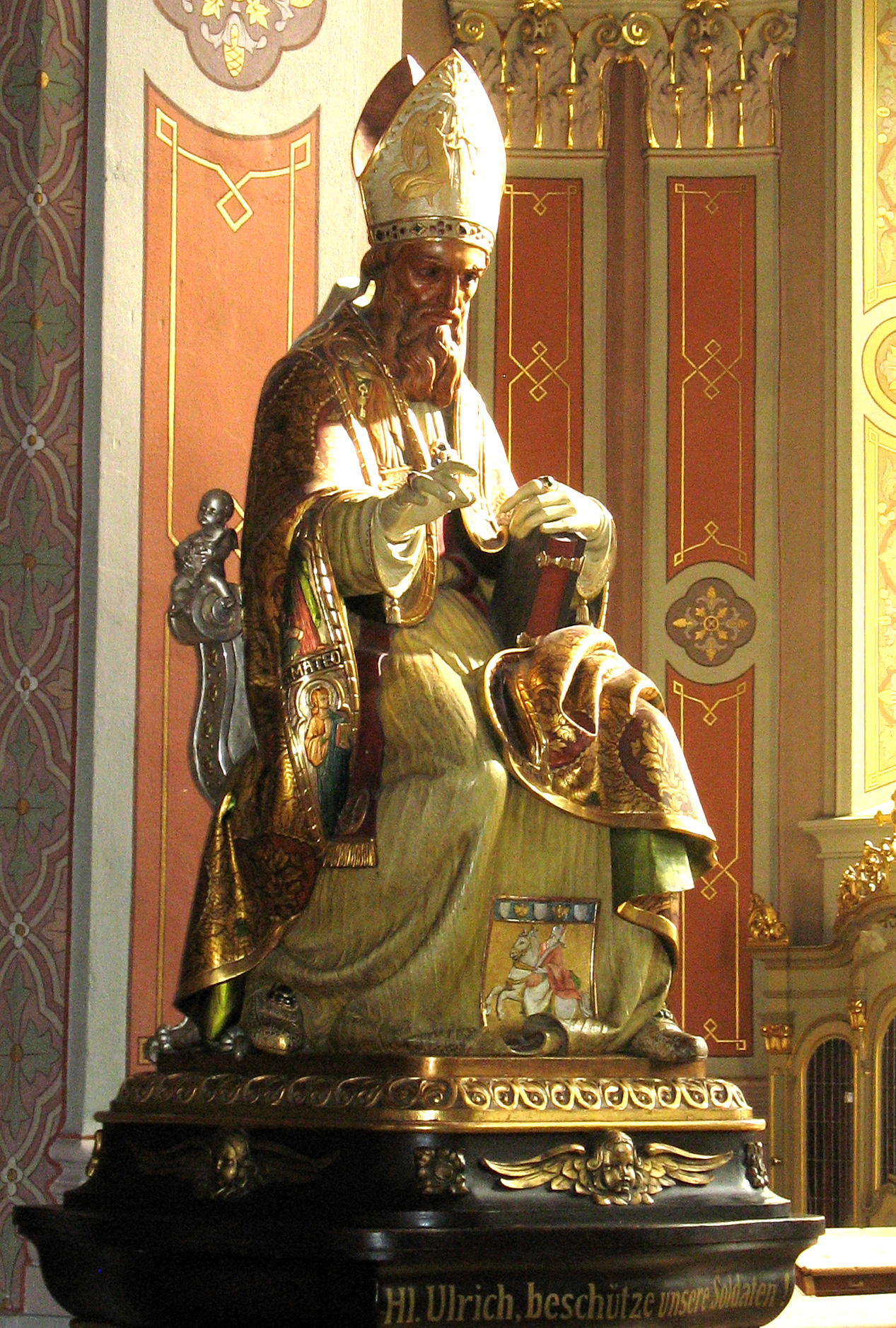
Statue en bois de Saint Ulric 1932
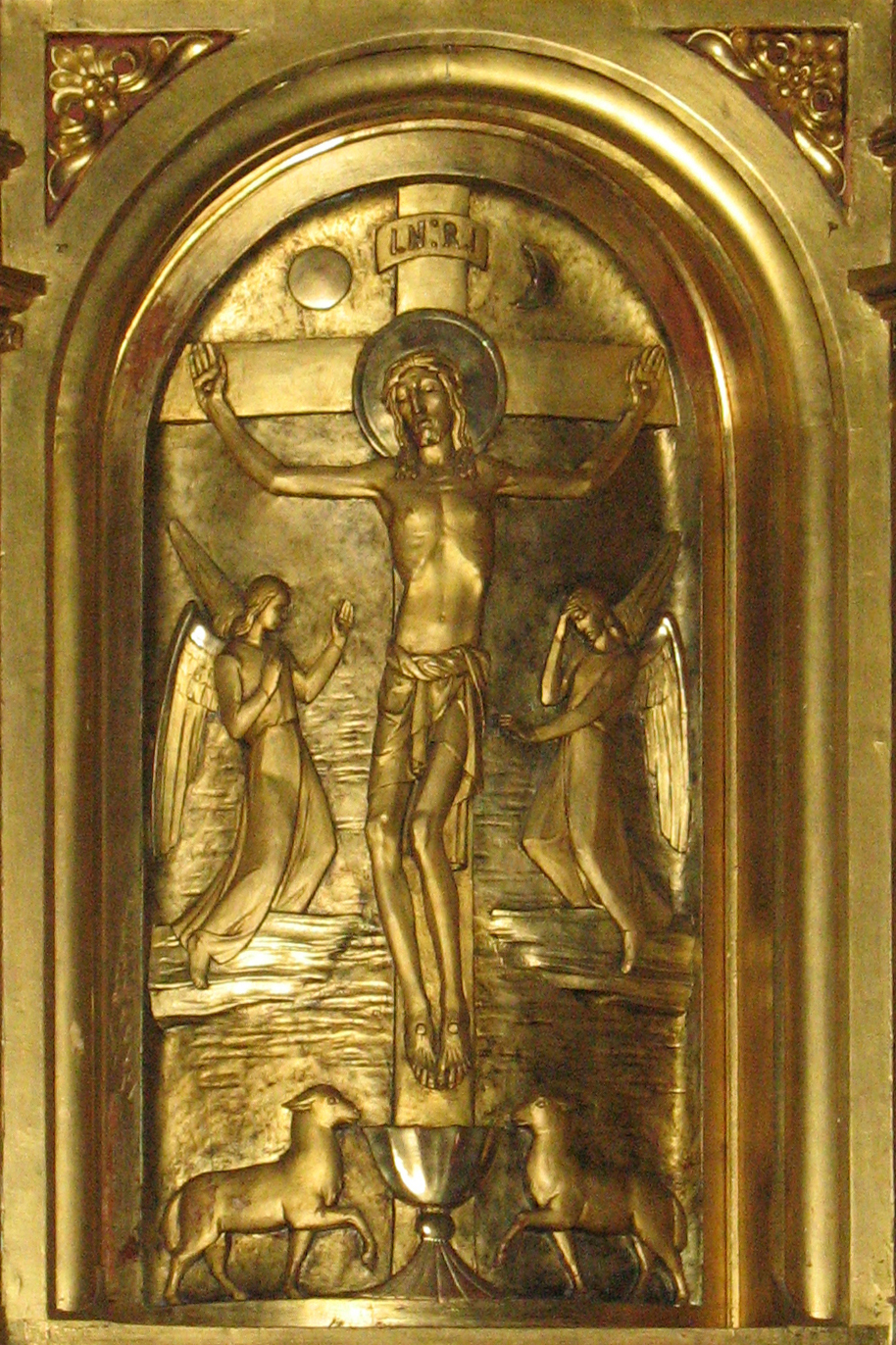
Maître-autel de l'église paroissiale d'Ortisei, 1943
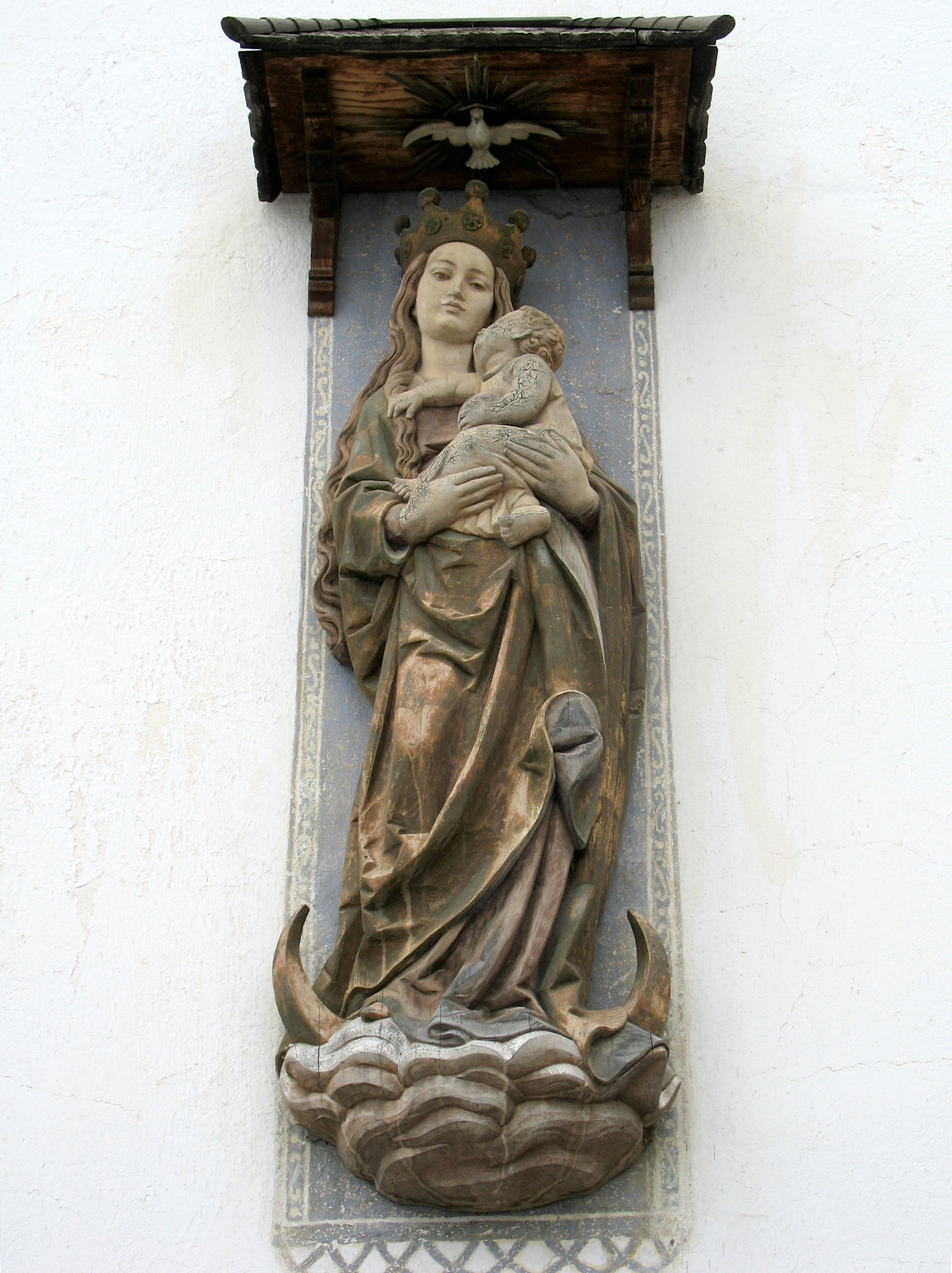
Vierge Marie à l'extérieur de la résidence Lenert, Ortisei
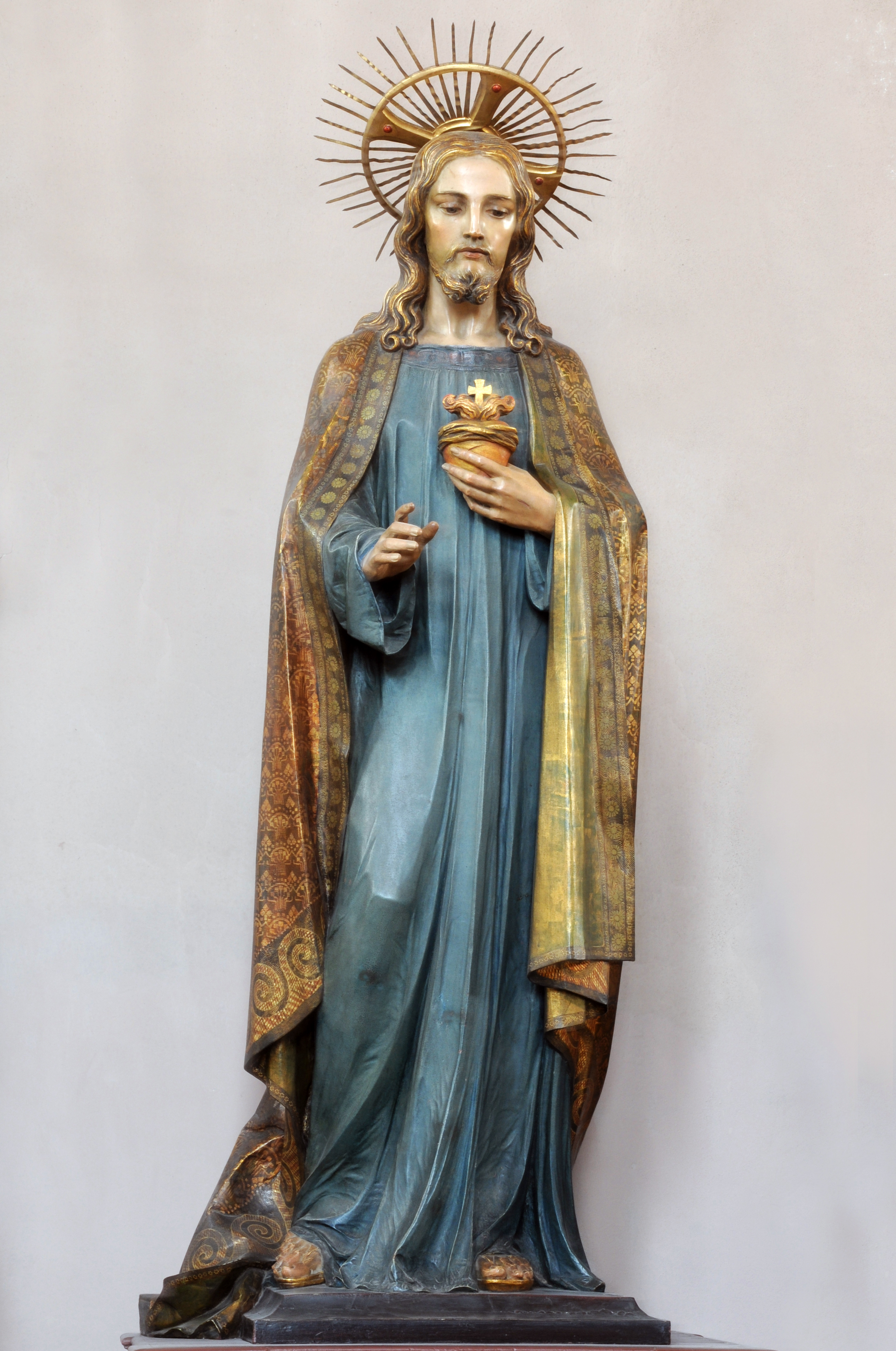
Sacré-Cœur de Jésus dans l'église paroissiale d'Ortisei, 1914
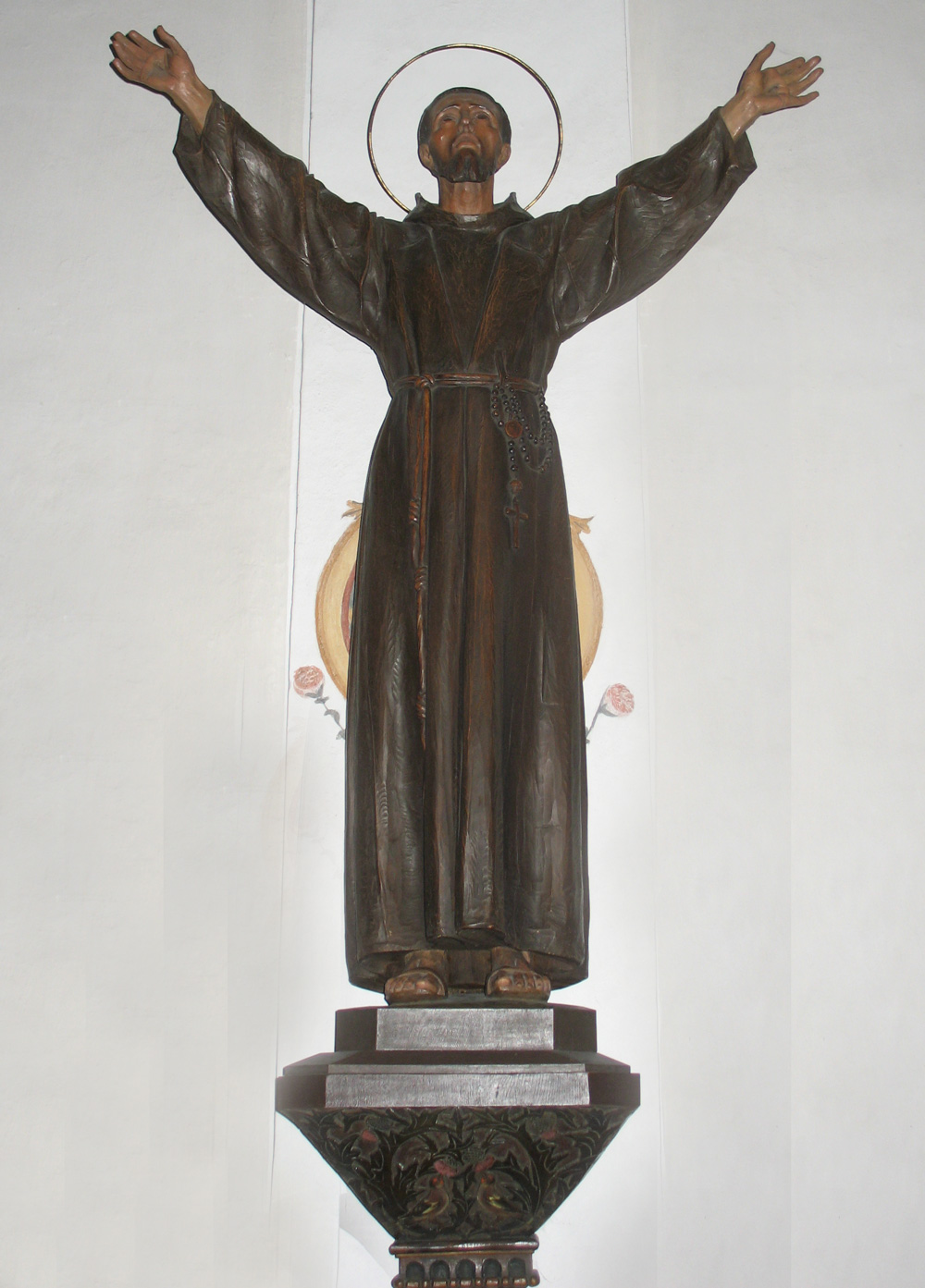
Saint François dans l'église Saint Antoine d'Ortisei, 1914
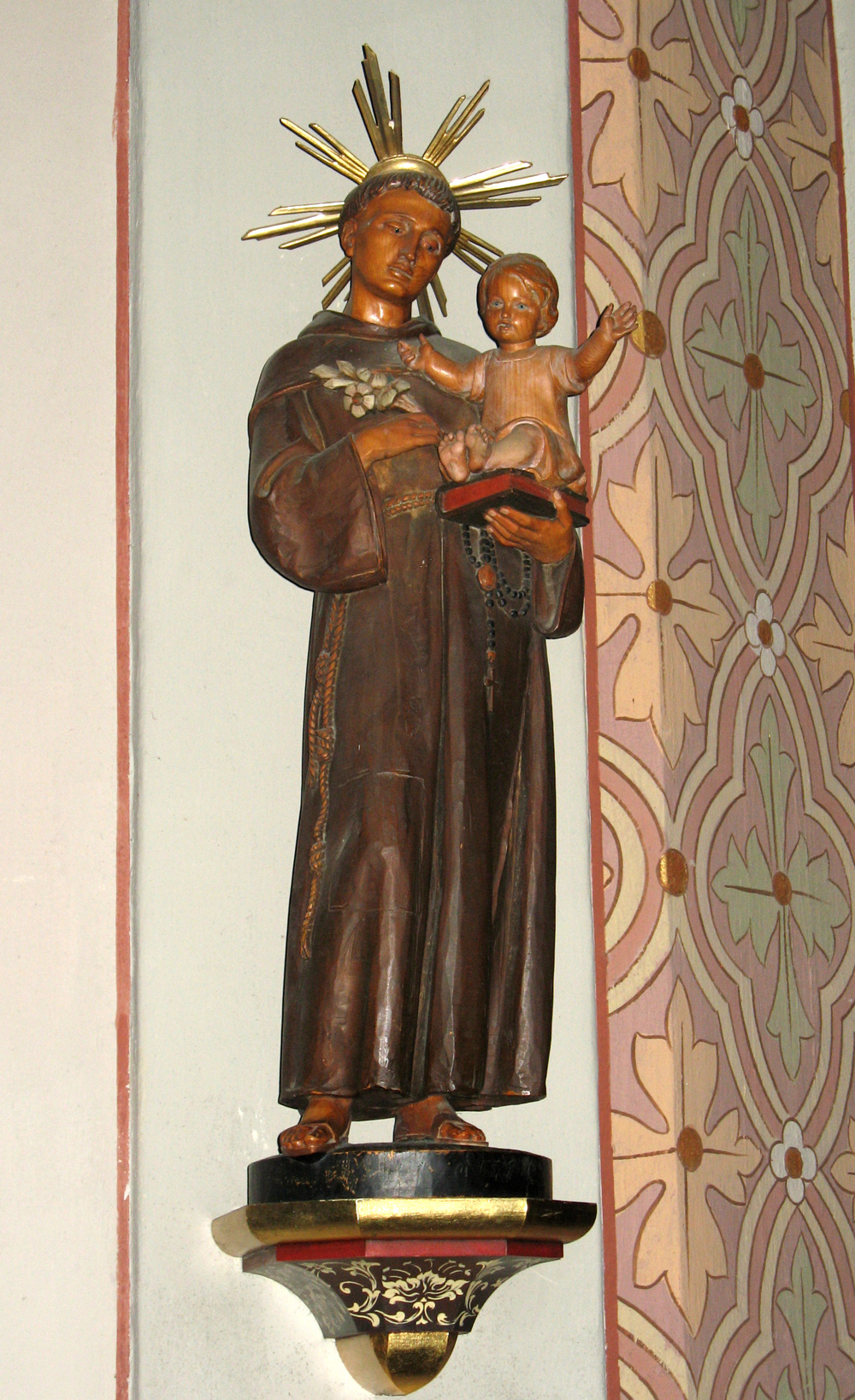
Saint Antoine de Padoue dans l'église paroissiale d'Ortisei, 1935
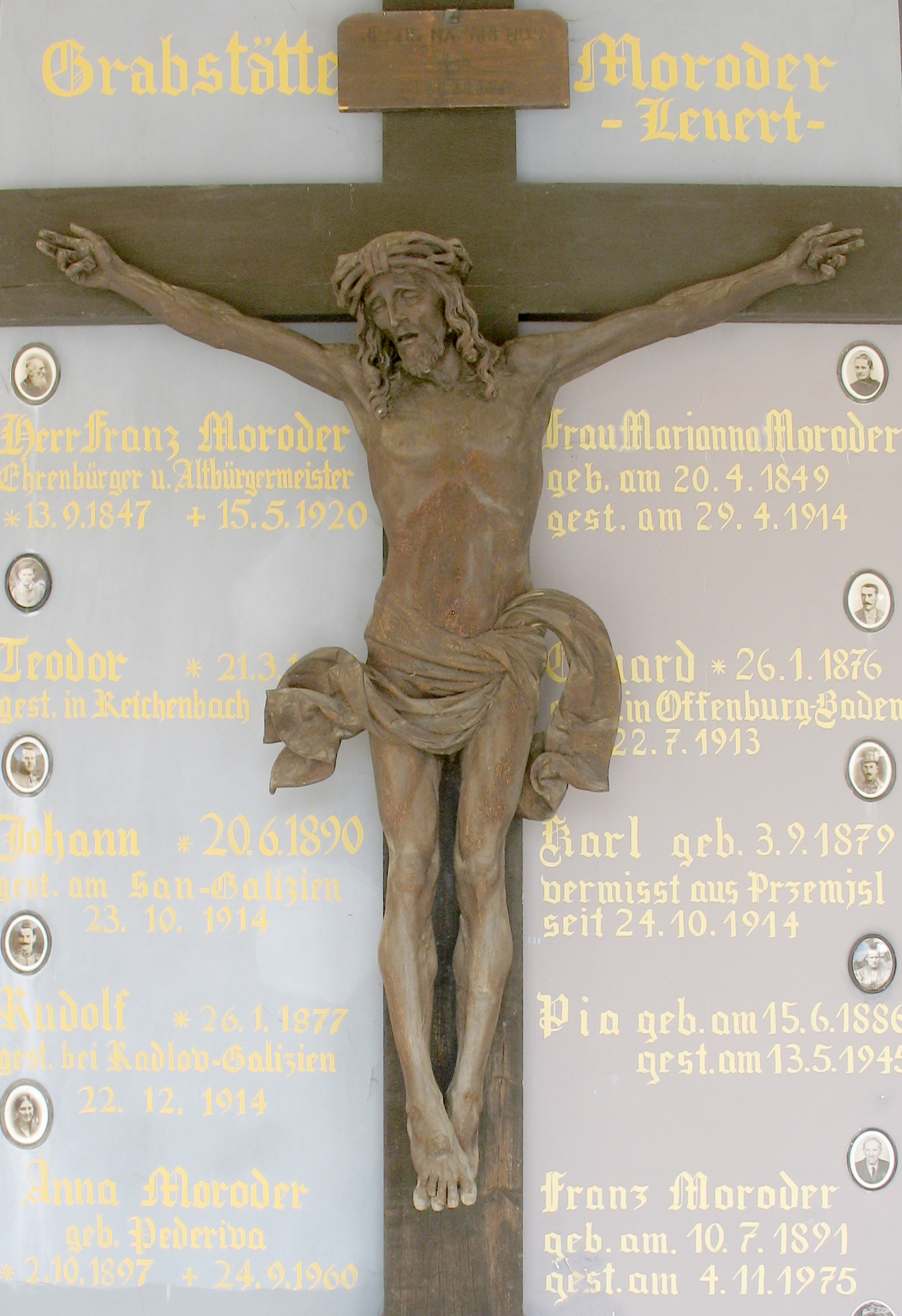
Croix sur la tombe de la famille Moroder-Lenert à Ortisei, 1920
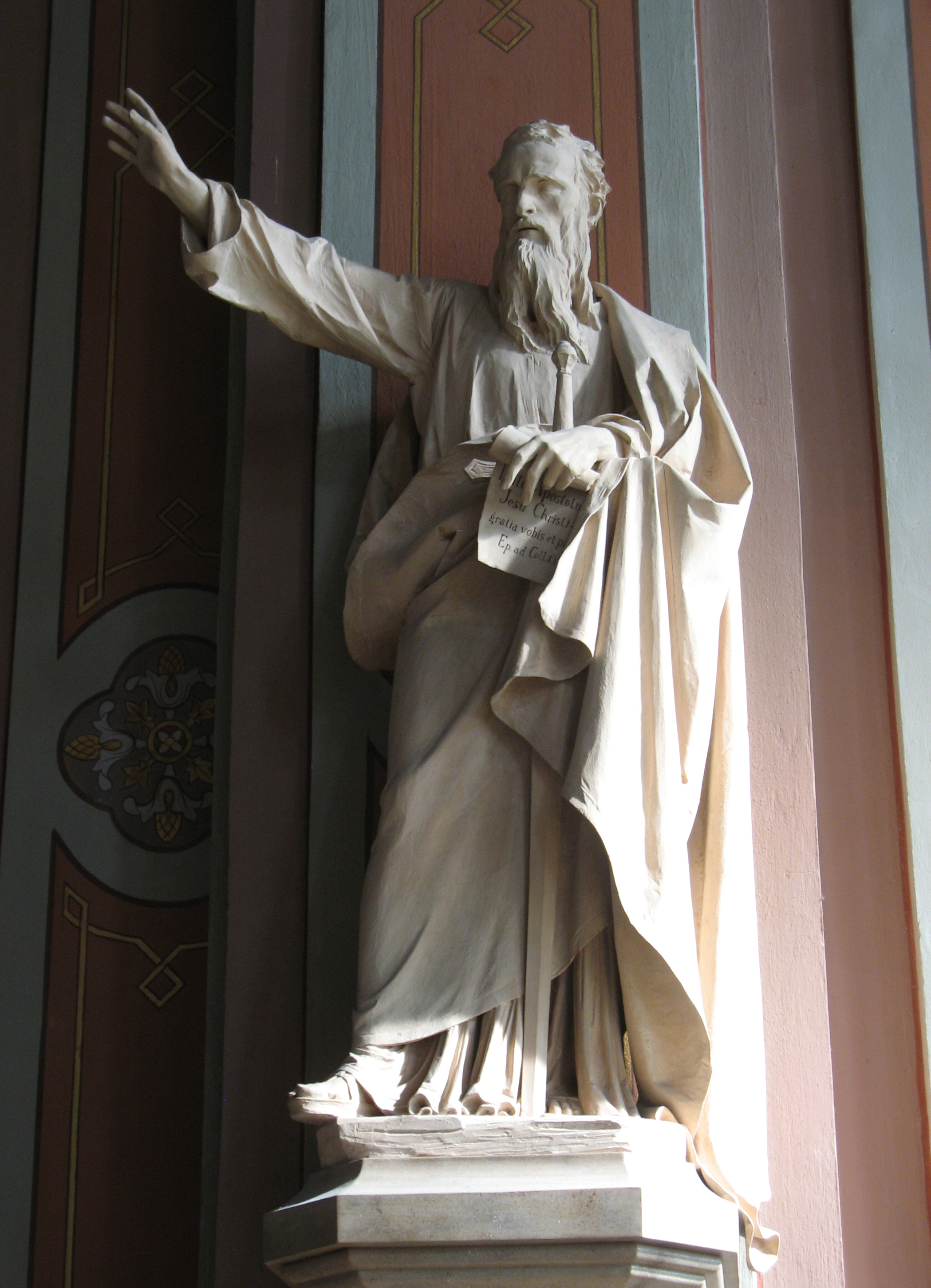
Statue de Saint Paul de Tarso dans l'église paroissiale d'Ortisei, 1907